# Era volumen 2
Era volumen 2 (abreviado Era 2) es el segundo disco de Era lanzado el año 2001.

## Lista de canciones
1. «Omen Sore» 4:43
2. «Divano» 3:55
3. «Devore Amante» 4:19
4. «Sentence» 4:57
5. «Don't u» 3:52
6. «Infanati» 4:26
7. «Madona» 4:24
8. «Hymne» 4:58
9. «Misere Mani» (Versión 2002) 4:06
10. «In Fine» (Bonus Sorpresa En Dicha Pista) 4:25

## Sencillos
- «Divano»
- «Infanati»
- «Don't U»